# Norrlångträsk
Norrlångträsk är en småort i Fällfors distrikt (Byske socken) i Skellefteå kommun. Till Norrlångträsk räknas även byarna Nide och Svartå. 

## Samhället
Det finns en förskola i närheten av orten. Förut fanns det en gemensam livsmedelsbutik på orten.

## Näringsliv
Båttillverkaren Sandström Innovation AB sysselsätter ungefär 35 personer och verkstadsföretaget Poro AB har drygt 10 anställda. Utternbåtar AB grundades 1964 i Norrlångträsk.

## Idrott
I byn finns en idrottsförening. 

## Personer från orten
I Norrlångträsk föddes 11 december 1794 Anders Larsson. Han och Gerhard Gerhardsson i Bygdsiljum ledde en upprorsrörelse som bland annat stred mot statskyrkan. Ett särdrag var deras skarpa uttalanden som: -"Den som tror det prästerna lära, han faller säkert i helvetet!".
En annan berömd historisk bybo var Hans Olofsson Långström som föddes 1746 och dog 1808. Han blev näst intill legendarisk på grund av sin tekniska begåvning och skicklighet. Hans mest berömda arbete är tornuret i Skellefteå landsförsamlings kyrka som blev färdigt och uppsatt 1783.